# Kathedrale von Agen

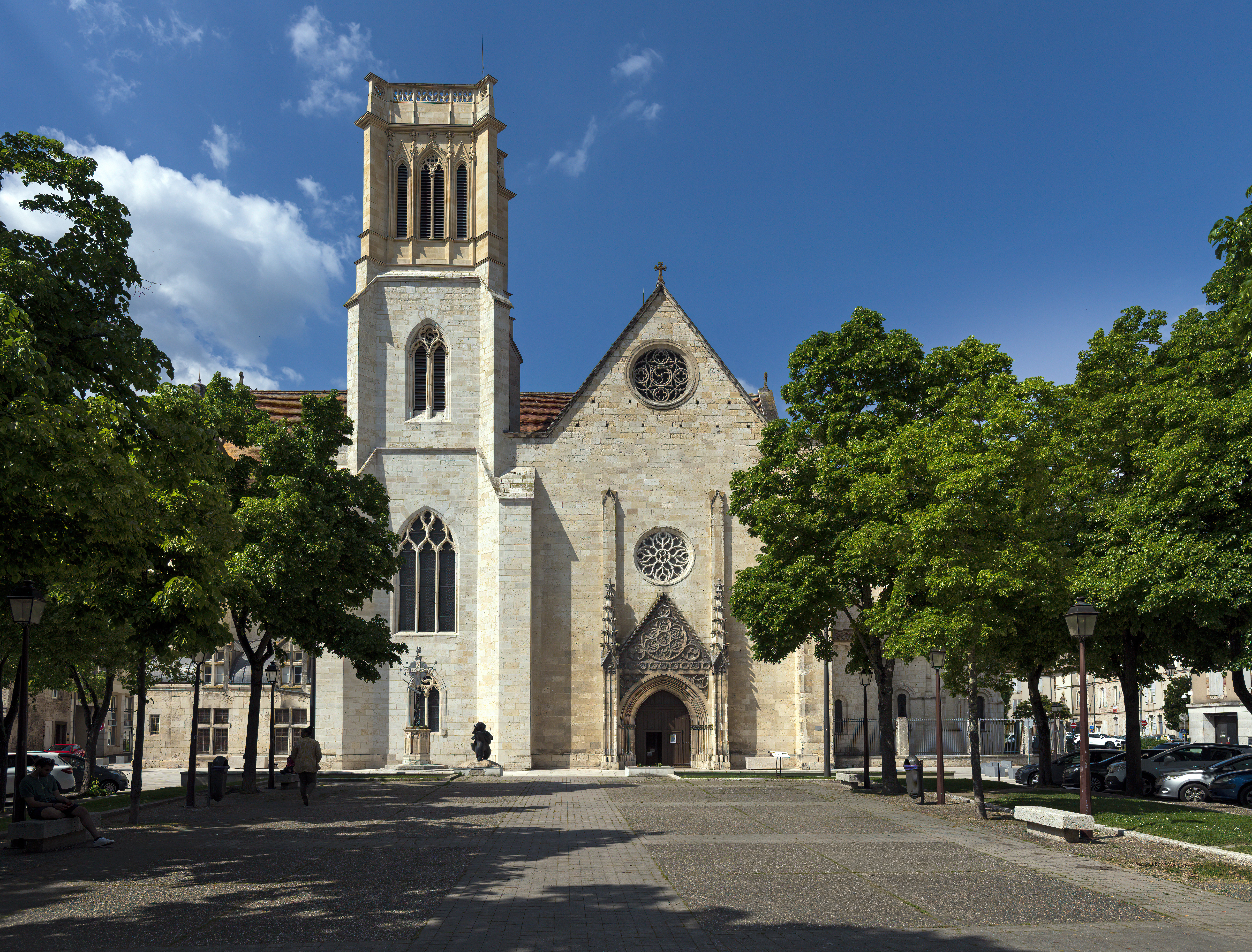
Kathedrale von Agen: Fassade des Südquerhauses

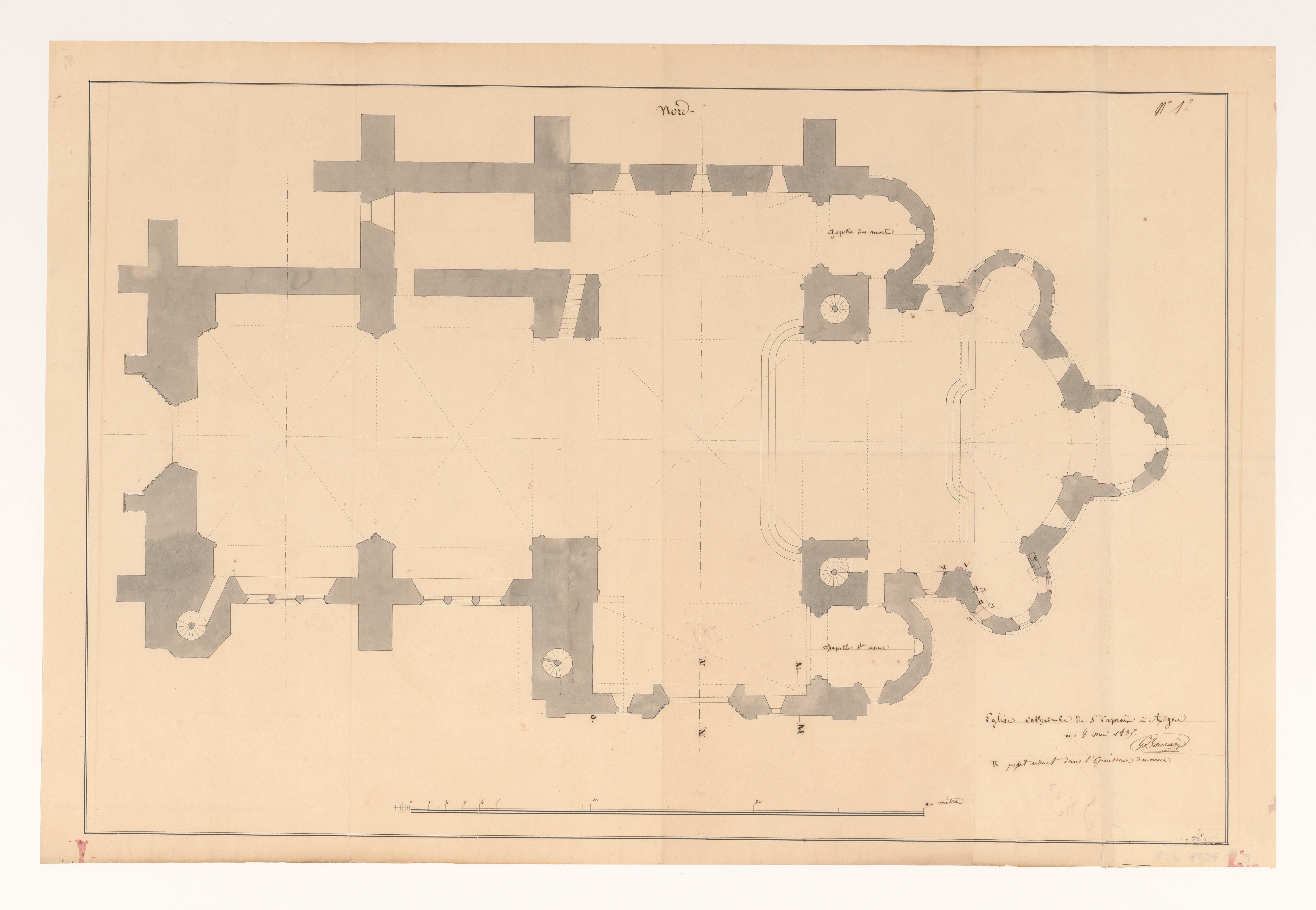
Grundriss der Kathedrale (1835)

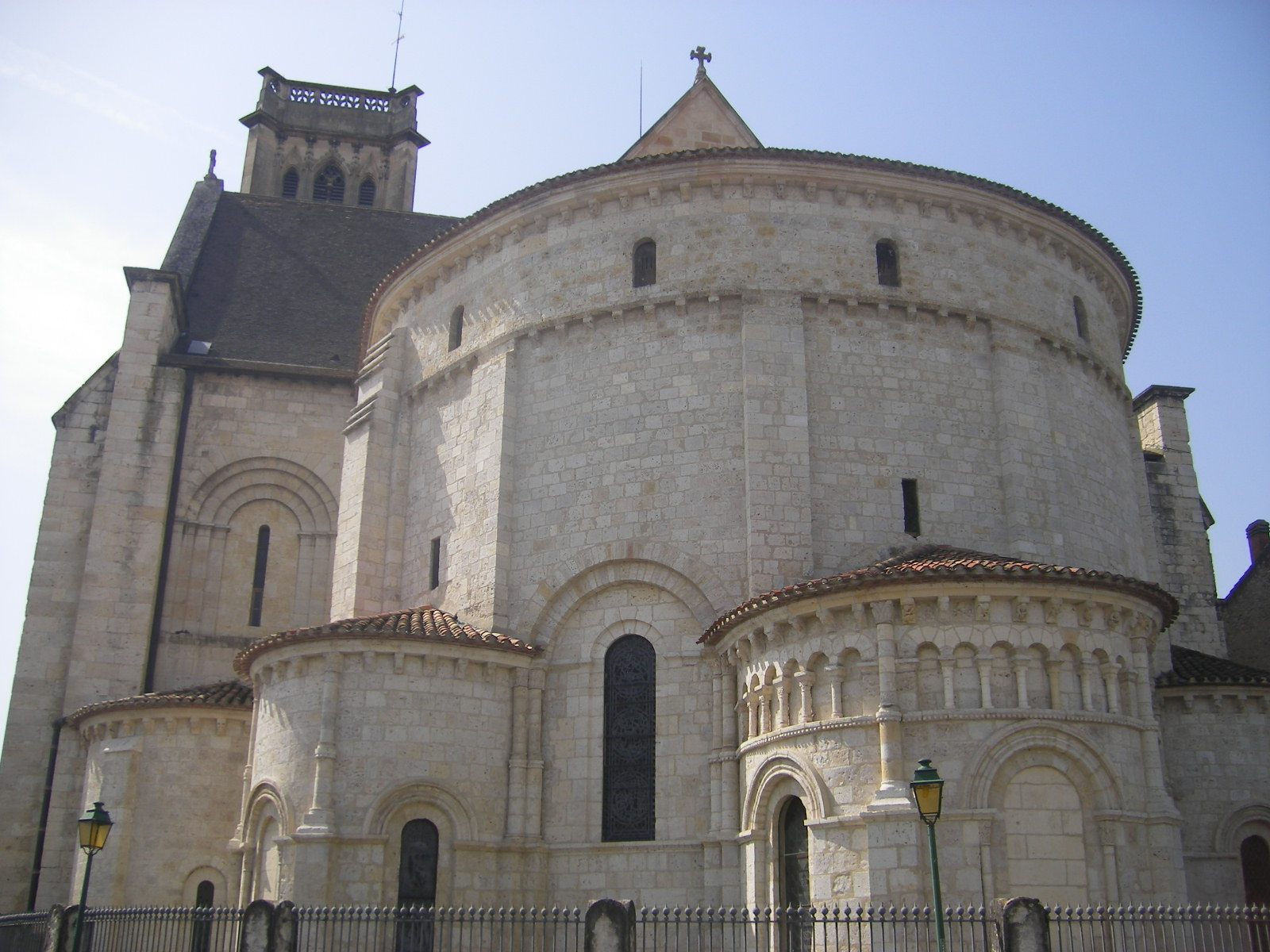
Chor der Kathedrale

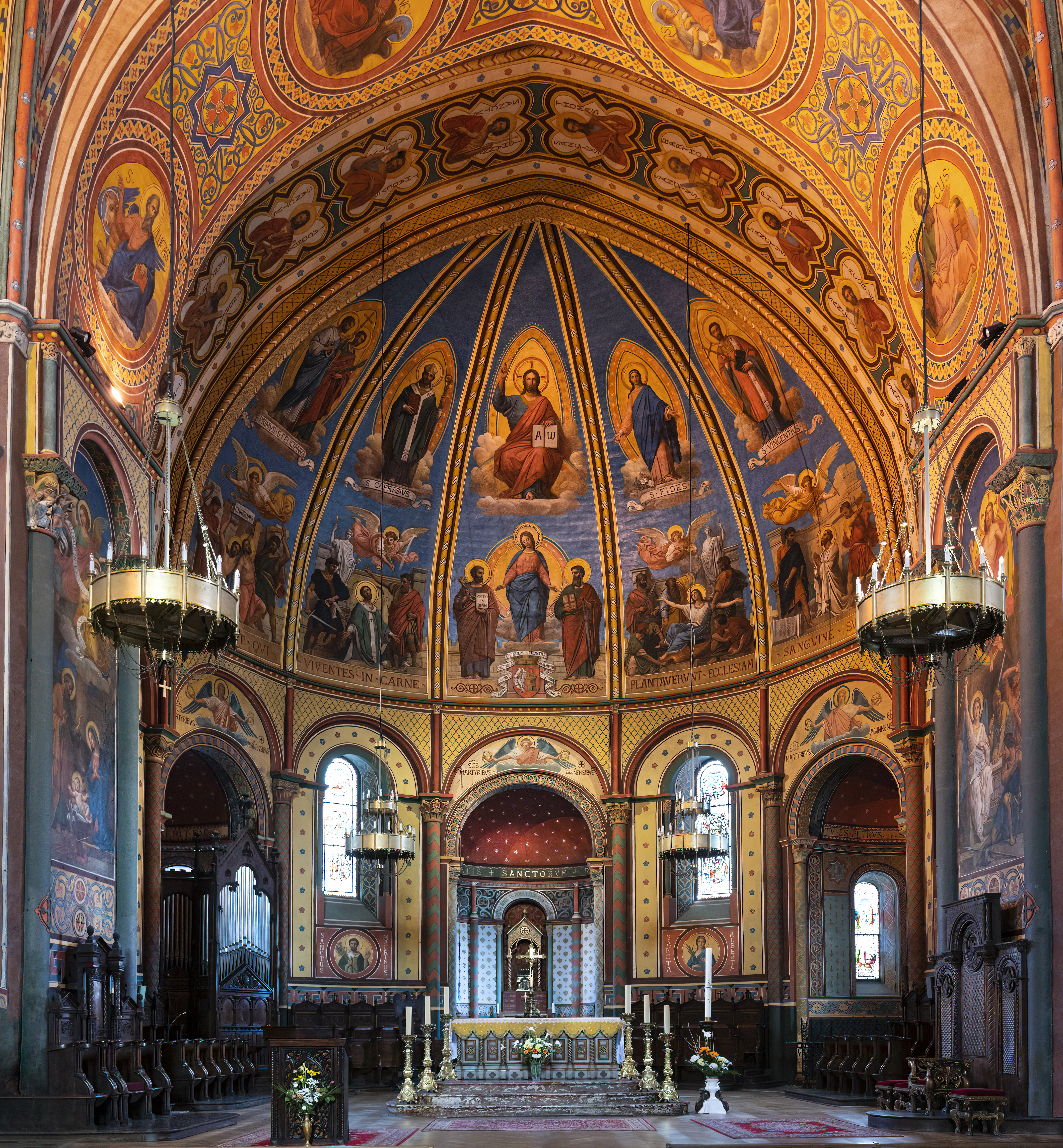
Der Chor

Die dem heiligen Caprasius geweihte Kathedrale von Agen ist die Bischofskirche des zwischen Bordeaux und Toulouse im Südwesten Frankreichs gelegenen Bistums von Agen. Sie ist seit dem Jahr 1862 als Monument historique anerkannt. Stadt und Kirche liegen an einer Nebenstrecke des Jakobswegs (Via Podiensis).

## Lage
Die Kathedrale Saint-Caprais liegt im Norden der Stadt Agen nahe dem Bahnhof und nur etwa einen Kilometer östlich der Garonne in einer Höhe von etwa 50 m.

## Geschichte
Eine Kirche zu Ehren des heiligen Caprasius dürfte schon im 5. Jahrhundert existiert haben; sicher belegt ist ein Kirchenbau durch Gregor von Tours im 6. Jahrhundert. Im 12. Jahrhundert entstand eine romanische Kollegiatkirche, von der noch der Chorbereich und das Querschiff mit insgesamt fünf Apsiden erhalten sind. Für das Jahr 1561 sind Zerstörungen im Vorfeld der Hugenottenkriege belegt. In den ersten Jahren der Französischen Revolution diente der Bau als Lagerraum; er wurde erst im Jahr 1796 wieder kultischen Zwecken zugeführt. Nach der Zerstörung der alten Kathedrale St-Étienne wurde die Kirche im Jahr 1802 in den Rang einer Kathedrale erhoben.

## Architektur

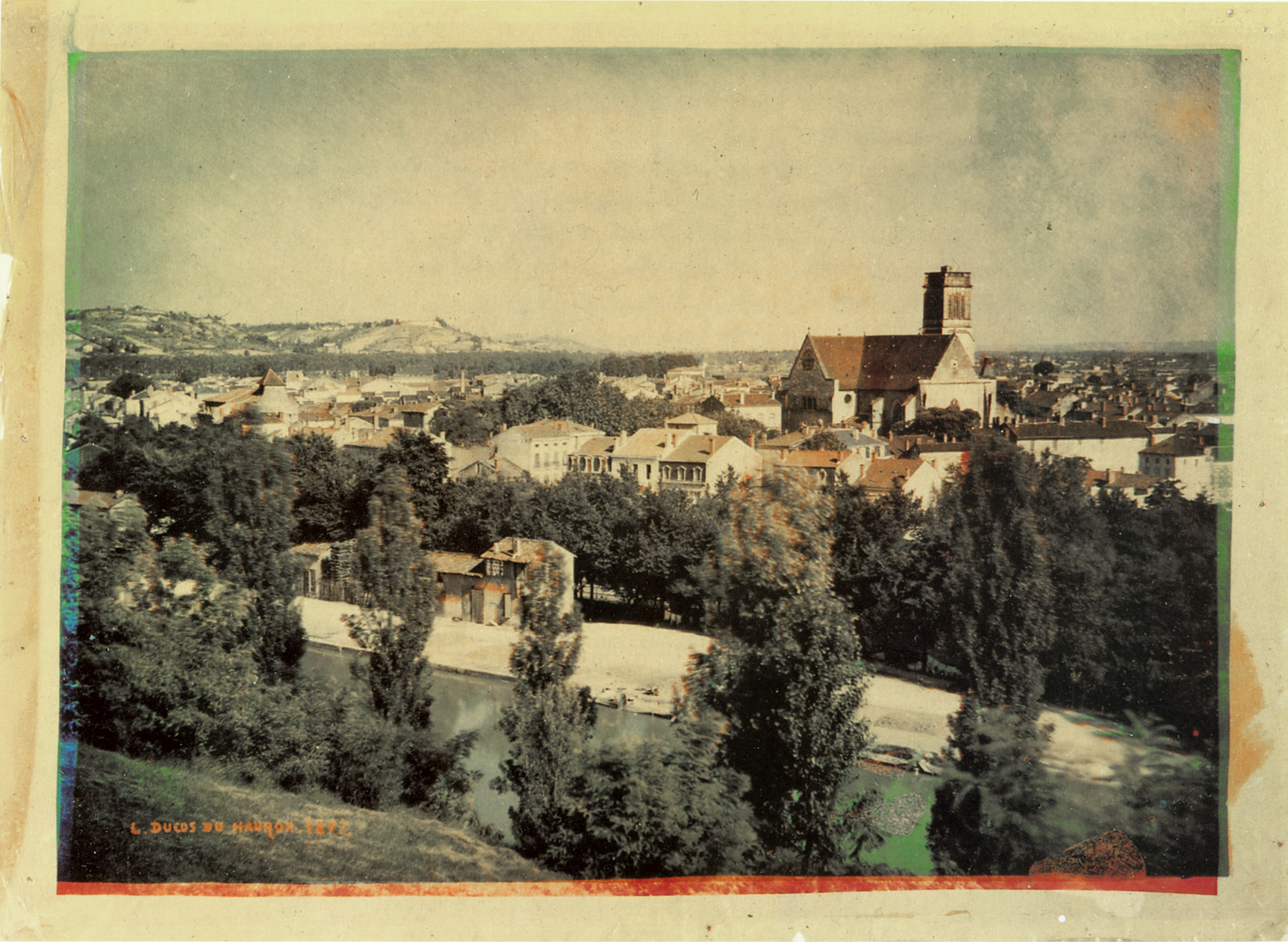
Photographie von 1877

Zu unterscheiden sind im Wesentlichen zwei Bauphasen: Der Chorbereich mit der reich gestalteten Hauptapsis entstand in der Stilepoche der Romanik im 12. Jahrhundert, wohingegen das einschiffige und nur zwei Joche umfassende Langhaus der Stilepoche der Gotik zuzurechnen ist. Der im Winkel zwischen Langhaus und südlichem Querhausarm gelegene Glockenturm (clocher) stammt aus dem Jahr 1835.

## Ausstattung
Beinahe die gesamte Kirche ist ausgemalt, wobei die mittelalterlichen Fugenmalereien wahrscheinlich im 19. Jahrhundert erneuert wurden. Besonders hervor stechen die Malereien in den Apsiden – es sind Werke des aus Toulouse stammenden Malers Jean-Louis Bézard aus den Jahren 1845 bis 1869. Zur sonstigen Ausstattung gehören ein Chorgestühl sowie zahlreiche Gemälde und Sakralgegenstände (siehe Anmerkung 1).

## Orgeln

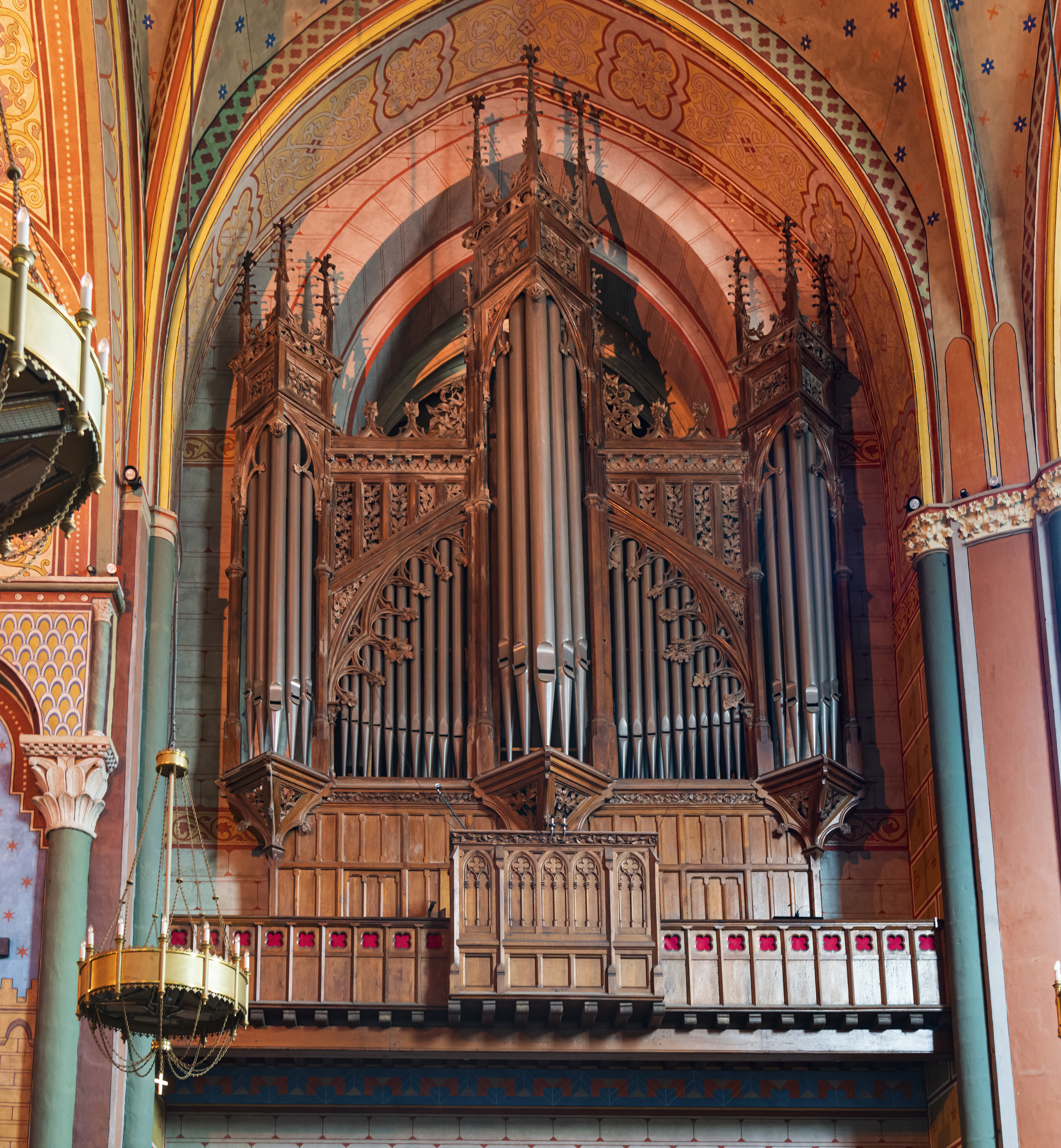
Blick auf die Hauptorgel

Die Hauptorgel wurde durch den Orgelbauer Jean-Baptiste Stoltz ursprünglich für die Weltausstellung 1855 in Paris erbaut und 1858 in der Kathedrale von Agen aufgebaut. Das Instrument hat 45 Register auf drei Manualwerken und Pedal und steht unter Denkmalschutz. Die Trakturen sind mechanisch.
| I Positif C-g3 |                   |       |
| 1.             | Flûte             | 8’    |
| 2.             | Bourdon           | 8’    |
| 3.             | Gambe             | 8’    |
| 4.             | Salicet           | 4’    |
| 5.             | Prestant          | 4’    |
| 6.             | Doublette         | 2’    |
| 7.             | Quinte            | 2 ⁄3’ |
| 8.             | Plein Jeu III     |       |
| 9.             | Basson-Hautbois 0 | 8’    |
| 10.            | Euphone           | 8’    |
| 11.            | Trompette         | 8’    |
| 12.            | Clairon           | 4’    |

| II Grand Orgue C-g3 |                |     |
| 13.                 | Montre         | 16’ |
| 14.                 | Bourdon        | 16’ |
| 15.                 | Montre         | 08’ |
| 16.                 | Bourdon        | 08’ |
| 17.                 | Salicional     | 08’ |
| 18.                 | Prestant       | 04’ |
| 19.                 | Gambe          | 04’ |
| 20.                 | Doublette      | 02’ |
| 21.                 | Cornet V       |     |
| 22.                 | Fourniture III |     |
| 23.                 | Cymbale II     |     |
| 24.                 | Bombarde       | 16’ |
| 25.                 | Trompette      | 08’ |
| 26.                 | Clairon        | 04’ |

| III Récit expressif C-g3 |                  |     |
| 27.                      | Quintaton        | 16’ |
| 28.                      | Flûte            | 08’ |
| 29.                      | Flûte harmonique | 08’ |
| 30.                      | Bourdon          | 08’ |
| 31.                      | Gambe            | 08’ |
| 32.                      | Voix céleste     | 08’ |
| 33.                      | Flûte octaviante | 04’ |
| 34.                      | Octavin          | 02’ |
| 35.                      | Basson-Hautbois  | 08’ |
| 36.                      | Voix Humaine     | 08’ |
| 37.                      | Cor Anglais      | 16’ |
| 38.                      | Trompette        | 08’ |
| 39.                      | Clairon          | 04’ |

| Pédale C-f1 |            |     |
| 40.         | Flûte      | 16  |
| 41.         | Flûte      | 08’ |
| 42.         | Flûte      | 04’ |
| 43.         | Bombarde 0 | 16’ |
| 44.         | Trompette  | 08’ |
| 45.         | Clairon    | 04’ |

Die Chororgel wurde 1885 durch den Orgelbauer Jules Magen erbaut. Das Instrument hat 15 Register auf zwei Manualwerken und Pedal.